# Сан-Эстанислао (Колумбия)
Сан-Эстанислао (исп. San Estanislao) — город и муниципалитет на севере Колумбии, на территории департамента Боливар.

## История
Поселение, из которого позднее вырос город, было основано иезуитами 13 ноября 1650 года.

## Географическое положение

Муниципалитет Сан-Эстанислао

Город расположен в северной части департамента, в пределах Прикарибской низменности, на западном берегу канала Дике, на расстоянии приблизительно 32 километров к востоку от города Картахена, административного центра департамента. Абсолютная высота — 9 метров над уровнем моря.
Муниципалитет Сан-Эстанислао граничит на северо-западе с территорией муниципалитета Вильянуэва, на западе — с муниципалитетом Турбако, на юго-западе — с муниципалитетом Архона, на юге — с муниципалитетом Маатес, на востоке — с муниципалитетом Соплавьенто, на северо-востоке — с территорией департамента Атлантико. Площадь муниципалитета составляет 216 км².

## Население
По данным Национального административного департамента статистики Колумбии, совокупная численность населения города и муниципалитета в 2015 году составляла 16 257 человек.
Динамика численности населения муниципалитета по годам:
| 2005   | 2006   | 2007   | 2008   | 2009   | 2010   | 2011   | 2012   | 2013   | 2014   | 2015   |
| ------ | ------ | ------ | ------ | ------ | ------ | ------ | ------ | ------ | ------ | ------ |
| 15 312 | 15 364 | 15 441 | 15 530 | 15 634 | 15 721 | 15 823 | 15 936 | 16 047 | 16 149 | 16 257 |

Согласно данным переписи 2005 года мужчины составляли 50,8 % от населения Сан-Эстанислао, женщины — соответственно 49,2 %. В расовом отношении белые и метисы составляли 78,7 % от населения города; негры, мулаты и райсальцы — 21,2 %; индейцы — 0,1 %.
Уровень грамотности среди всего населения составлял 82 %.

## Экономика
60,5 % от общего числа городских и муниципальных предприятий составляют предприятия торговой сферы, 31,7 % — предприятия сферы обслуживания, 5,9 % — промышленные предприятия, 1,9 % — предприятия иных отраслей экономики.